# USS Adept (AFDL-23)
L' USS Adept (AFD-23, puis AFDL-23), est une petite cale sèche flottante auxiliaire de classe AFDL-1 construite en 1943 et exploitée par l'US Navy durant la Seconde guerre mondiale,.

## Description
La construction d'une cale sèche flottante en acier à une section construite à Jacksonville (Floride), par George D. Auchter Co. et avait commencé à la fin de 1943 et s'était achevée en décembre 1944. 
La petite cale sèche flottante auxiliaire, non automotrice, a ensuite été remorquée jusqu'à la baie de Chesapeake pour le service à la base navale de Curtis Bay de l'United States Coast Guard à Baltimore, où elle a commencé à amarrer de petits navires de combat navals jusqu'aux  destroyers d'escorte pour des opérations de carénage.

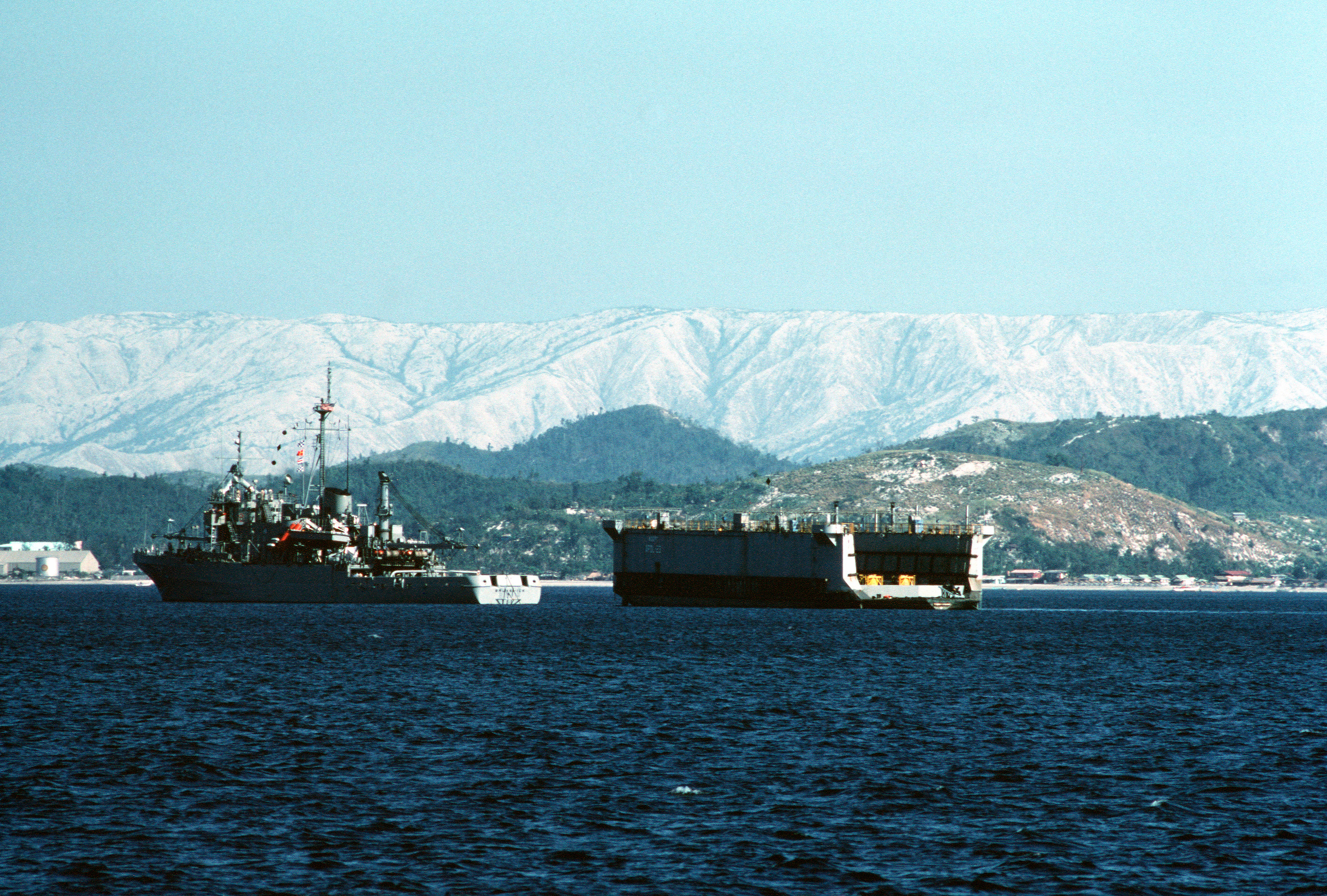
USS Brunswick remorquant l'AFDL-23 (1992)

Redésignée AFDL-23 le 1er août 1946, elle est déplacée à Hawaï dans les 18 mois qui suivent immédiatement la fin de la guerre. Le 1er janvier 1947, l'AFDL-23 a été désarmé avec la flotte de réserve du Pacifique à Pearl Harbor.
Après près de deux décennies d'inactivité, l' AFDL-23 a été remis en service en décembre 1965 pour soutenir les efforts de l'US Navy au Sud-Vietnam pendant la guerre du Vietnam. Elle a servi dans les bases avancées de la flotte du Pacifique. Tout en poursuivant son travail, l' AFDL-23 a été nommée Adepte le 7 juin 1979.
Le 24 février 1992, l'USS Brunswick (ATS-3) (en) a remorqué Adept hors de la base navale de Subic Bay pour la base navale de Guam. 

## Actuellement
À l'automne 2004, l'USS Osprey (MHC-51) (en) a remorqué Adept au Gulf Copper Ship Repair, à Aransas Pass au Texas, du 1er au 5 octobre. En 2019, elle a commencé sa remise à niveau au Dock 4 de Port Arthur au Texas.

## Décoration
- American Campaign Medal
- Asiatic-Pacific Campaign Medal
- World War II Victory Medal
- National Defense Service Medal

### Liens connexes
- Liste des navires auxiliaires de l'United States Navy
- Base navale de Subic Bay
- Base navale de Guam
- USS Endeavor (AFDL-1)